# Alfredo Elizondo
José Alfredo Elizondo González (San Pedro de las Colonias, Coahuila; 20 de febrero de 1887-Texcaltitlán, Estado de México; 24 de junio de 1918) fue un militar mexicano que participó en la Revolución mexicana. 

## Biografía
Nació en San Pedro de las Colonias, Coahuila, el 20 de febrero de 1887, siendo hijo de Eutimio Elizondo y de Refugio González.
Inició su carrera en el 2.º Regimiento de Carabineros de Coahuila en 1912, que combatió la rebelión de Pascual Orozco. 
Durante la Decena Trágica marchó a la Ciudad de México y se levantó en armas contra Victoriano Huerta, para lo cual se unió a Emiliano Zapata. Estuvo bajo las órdenes de los generales Francisco V. Pacheco y Genovevo de la O, por la región de Tenancingo, México, sin embargo, en un giro poco común se pasó al carrancismo a las órdenes del general Pablo González Garza. 
En la Convención de Aguascalientes estuvo representado por Salvador Alcaraz Romero. 
Después de la Convención combatió con éxito en Celaya, Guanajuato.- La Srta. María Dolores Gámez Ledesma ocultó y atendió en su propio domicilio exponiéndose por tal hecho a la familia del General Elizondo y al pagador de las fuerzas que éste comandaba.
Fue nombrado por Álvaro Obregón gobernador y comandante militar de Michoacán, desde mediados de 1915 hasta principios de 1917. Durante su gestión fundó la Normal para Maestros en Morelia. Tuvo mando militar en Morelos, Estado de Guerrero y Estado de México. 
Fue muerto en Texcaltitlán, Estado de México, el 24 de junio de 1918, por un subalterno suyo de apellido Cabrera que luego se alzó en armas.